# Stan Papi
Pour les articles homonymes, voir Papi.
Stanley Gerard Papi (né le 4 février 1951 à Fresno, Californie, États-Unis) est un ancien joueur de champ intérieur de la Ligue majeure de baseball.

## Carrière
Stan Papi est choisi par les Astros de Houston au 2e tour de sélection du repêchage amateur de 1969 mais fait ses débuts dans la Ligue majeure de baseball le 11 avril 1974 avec les Cardinals de Saint-Louis, à qui les Astros l'échangent le 8 juin 1973 contre Ray Busse, un autre joueur de champ intérieur. Papi ne joue que 8 matchs pour Saint-Louis, et les Cardinals le transfèrent aux Expos de Montréal le 14 février 1975 contre le lanceur gaucher Craig Caskey. 
Papi ne joue son premier match avec les Expos de Montréal qu'en 1977. Il dispute 80 matchs du club au cours des saisons 1977 et 1978. 
Le 7 décembre 1978, les Expos échangent Stan Papi aux Red Sox de Boston contre le vétéran lanceur gaucher Bill Lee, très populaire à Boston. L'acquisition de Papi, un joueur de remplacement qui jusque-là ne compte que 46 coups sûrs dont aucun coup de circuit dans les majeures, est essentiellement pour les Red Sox une manière rapide de se débarrasser de Lee, dont la personnalité excentrique n'est plus supportée par la direction. Papi entre malgré lui dans le folklore des Red Sox avec cet échange impopulaire, et le graffiti « Who is Stan Papi? » (« Qui est Stan Papi ? ») décore le mur extérieur du Fenway Park de Boston, le stade des Red Sox. 
Papi n'a qu'une faible moyenne au bâton de ,188 en 50 matchs des Red Sox en 1979, mais trouve le moyen de cogner le premier de ses 7 circuits dans les majeures. Après seulement un match joué pour Boston en 1980, il est transféré aux Tigers de Détroit, où il complète sa carrière en 1981.
Stan Papi a disputé 225 matchs sur 6 saisons dans le baseball majeur, évoluant aux postes de joueur de troisième but, de joueur de deuxième but et d'arrêt-court. Sa moyenne au bâton en carrière s'élève à ,218 et son OPS à ,584. Il compte 114 coups sûrs, 7 circuits, 49 points marqués et 51 points produits.